# 细果紫堇
细果紫堇（学名：Corydalis leptocarpa）为罂粟科紫堇属下的一个种。

## 扩展阅读
- 維基物種上的相關：细果紫堇